# George Howard Herbig
George Howard Herbig (* 2. Januar 1920 in Wheeling, West Virginia; † 12. Oktober 2013 in Honolulu, Hawaii) war ein US-amerikanischer Astronom.

## Werdegang
Er erwarb seinen Bachelor of Science von der University of California, Los Angeles und 1948 seinen Doktortitel (Ph.D.) von der University of California in Berkeley. Seine Dissertationsarbeit beschäftigte sich mit T-Tauri-Sternen. Die dazu erforderlichen Forschungen führte er am Lick-Observatorium aus, dessen Stab er seit 1948 angehörte. In den späten 1960er Jahren ging das Observatorium in die University of California, Santa Cruz, über.
Er entwarf das Shane-3-m-Teleskop am Lick-Observatorium. 1988 wechselte er zur Universität auf Hawaii, an der er bis zu seinem Tod tätig blieb.

## Forschungsschwerpunkt
Sein Hauptaufgabengebiet waren spektroskopische Untersuchungen an jungen Sternen, Sternformationen und interstellaren Materien. So fand er viele T-Tauri-Sterne, außerdem trägt die Sternenklasse der Herbig-Ae/Be-Sterne, die er 1960 definierte, seinen Namen. Unabhängig von Guillermo Haro entdeckte er die Herbig-Haro-Objekte. Dabei handelt es sich um Gaswolken, die zu jungen Sternen gehören.

## Ehrungen
- 1955 Helen-B.-Warner-Preis der American Astronomical Society
- 1964 Mitglied der National Academy of Sciences
- 1969 Ehrenmedaille der Universität Lüttich
- 1970 Mitglied der American Academy of Arts and Sciences
- 1975 Henry Norris Russell Lectureship der American Astronomical Society
- 1980 Bruce Medal
- 1995 Petrie Prize Lecture der kanadischen astronomischen Vereinigung
- 2004 Benennung eines Asteroiden nach ihm: (11754) Herbig